# Communauté de communes de Blaye
Pour les articles homonymes, voir CCB.
La communauté de communes de Blaye (CCB) est un établissement public de coopération intercommunale (EPCI) français, situé dans le département de la Gironde, en région Nouvelle-Aquitaine.

## Historique
La communauté de communes du canton de Blaye a été créée par arrêté préfectoral en date du 21 décembre 2009 par fusion de l'ancienne communauté de communes du canton de Blaye regroupant les neuf communes de Blaye, Campugnan, Cartelègue, Fours, Mazion, Plassac, Saint-Androny, Saint-Genès-de-Blaye et Saint-Seurin-de-Cursac et du Syndicat intercommunal à vocation multiple (SIVOM) du Pays Blayais regroupant les quatre communes de Berson, Cars, Saint-Martin-Lacaussade et Saint-Paul.
Le 1er janvier 2017, le nombre de communes est porté à 21 avec le départ de Cartelègue, Mazion, Saint-Androny et Saint-Seurin-de-Cursac pour la Communauté de communes de l'Estuaire, l'arrivée de Générac, Saint-Christoly-de-Blaye, Saint-Girons-d'Aiguevives, Saint-Vivien-de-Blaye et Saugon en provenance de  la communauté de communes Latitude Nord Gironde et l'arrivée de Bayon-sur-Gironde, Comps, Gauriac, Saint-Ciers-de-Canesse, Saint-Seurin-de-Bourg, Samonac et Villeneuve en provenance de l'ancienne communauté de communes du canton de Bourg à la suite de l'approbation du schéma départemental de coopération intercommunal (SDCI).
La communauté de communes de Blaye comprend 20 communes depuis 1er janvier 2020 et le départ de Saint-Vivien-de-Blaye en direction de la communauté de communes Latitude Nord Gironde.

## Territoire communautaire

### Géographie
Située au nord  du département de la Gironde, la communauté de communes de Blaye regroupe 20 communes et présente une superficie de 172 km2.

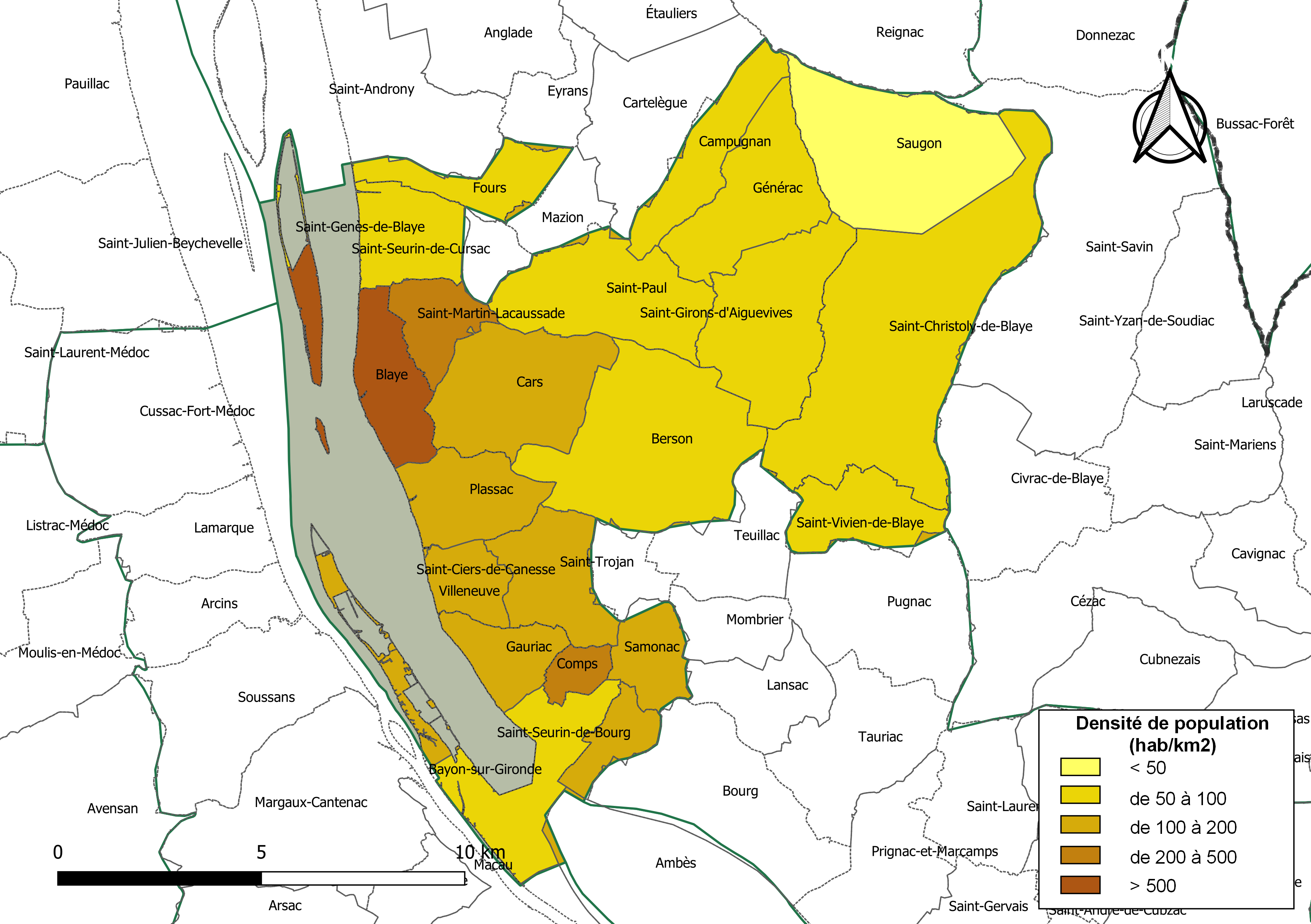
Carte des densités de population (millésimée 2016) des communes de la communauté de communes de Blaye. Composition en communes au 1er janvier 2019.

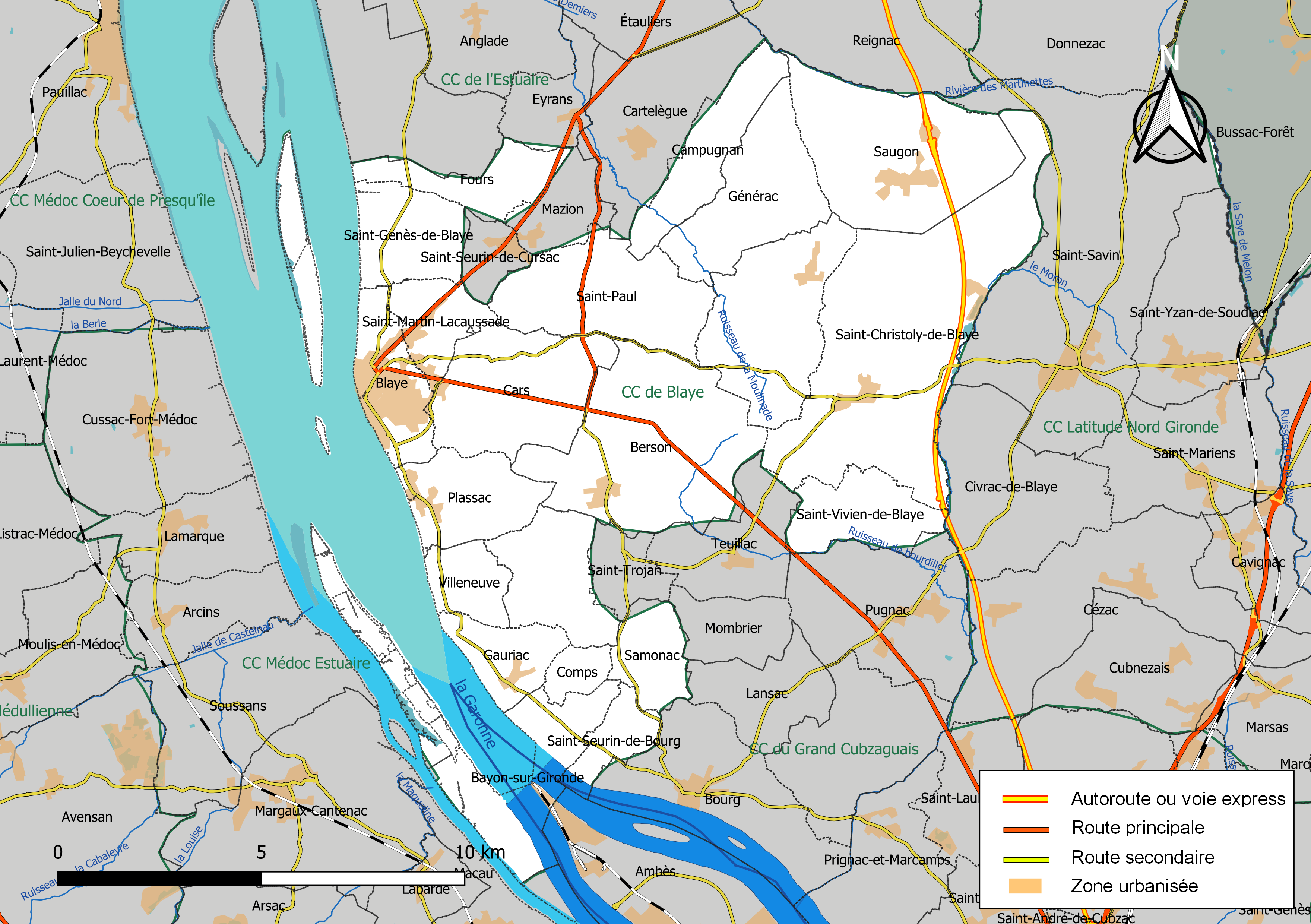
Carte de la communauté de communes de Blaye au 1er janvier 2019.

### Composition
La communauté de communes est composée des 20 communes suivantes :

| Nom                       | Code Insee | Gentilé            | Superficie (km2) | Population (dernière pop. légale) | Densité (hab./km2) |
| ------------------------- | ---------- | ------------------ | ---------------- | --------------------------------- | ------------------ |
| Blaye (siège)             | 33058      | Blayais            | 6,42             | 5 017 (2022)                      | 781                |
| Bayon-sur-Gironde         | 33035      | Bayonnais          | 5,7              | 737 (2022)                        | 129                |
| Berson                    | 33047      | Bersonnais         | 17,98            | 1 833 (2022)                      | 102                |
| Campugnan                 | 33089      | Campugnanais       | 6,23             | 520 (2022)                        | 83                 |
| Cars                      | 33100      | Carsiens           | 11,1             | 1 219 (2022)                      | 110                |
| Comps                     | 33132      | Compsicois         | 1,66             | 538 (2022)                        | 324                |
| Fours                     | 33172      | Foursiens          | 4,64             | 265 (2022)                        | 57                 |
| Gauriac                   | 33182      | Gauriacais         | 5,54             | 737 (2022)                        | 133                |
| Générac                   | 33184      | Généracais         | 9,44             | 551 (2022)                        | 58                 |
| Plassac                   | 33325      | Plassacais         | 7,12             | 942 (2022)                        | 132                |
| Saint-Christoly-de-Blaye  | 33382      | Saint-Christolyens | 28,06            | 1 889 (2022)                      | 67                 |
| Saint-Ciers-de-Canesse    | 33388      | Canessois          | 6,8              | 754 (2022)                        | 111                |
| Saint-Genès-de-Blaye      | 33405      | Saint-Genésois     | 7,41             | 495 (2022)                        | 67                 |
| Saint-Girons-d'Aiguevives | 33416      | Saint-Gironnais    | 11,94            | 966 (2022)                        | 81                 |
| Saint-Martin-Lacaussade   | 33441      | Saint-Martinois    | 3,94             | 1 166 (2022)                      | 296                |
| Saint-Paul                | 33458      | Saint-Paulais      | 10,87            | 1 032 (2022)                      | 95                 |
| Saint-Seurin-de-Bourg     | 33475      | Saint-Seurinois    | 2,47             | 419 (2022)                        | 170                |
| Samonac                   | 33500      | Samonacais         | 3,9              | 471 (2022)                        | 121                |
| Saugon                    | 33502      | Saugonnais         | 15,5             | 499 (2022)                        | 32                 |
| Villeneuve                | 33551      | Villeneuvais       | 4,63             | 408 (2022)                        | 88                 |

### Démographie
| 1968   | 1975   | 1982   | 1990   | 1999   | 2006   | 2011   | 2016   | 2022   |
| ------ | ------ | ------ | ------ | ------ | ------ | ------ | ------ | ------ |
| 16 983 | 16 417 | 17 726 | 17 506 | 18 244 | 19 028 | 19 690 | 19 974 | 20 458 |

## Administration

### Siège
Le siège de la communauté de communes est situé à Blaye.

### Élus
Le conseil communautaire de la communauté de communes se compose de 37 conseillers, élus pour une durée de six ans.
Ils sont répartis comme suit :
| Nombre de conseillers | Communes                                                 |
| --------------------- | -------------------------------------------------------- |
| 10                    | Blaye                                                    |
| 4                     | Saint-Christoly-de-Blaye                                 |
| 3                     | Berson                                                   |
| 2                     | Cars, Saint-Girons-d'Aiguevives, Saint-Martin-Lacaussade |
| 1 (+1 suppléant)      | les 14 autres communes                                   |

### Présidence
| Période                                  | Période      | Identité      | Étiquette | Qualité                                                             |
| ---------------------------------------- | ------------ | ------------- | --------- | ------------------------------------------------------------------- |
| Mars 2001                                | mars 2008    | Guy Lacoste   | PS        | Conseiller municipal de Blaye, ancien adjoint au maire              |
| Mars 2008                                | janvier 2010 | Pierre Villar | PS        | Premier adjoint au maire (→ 2014) puis maire de Cartelègue (2014 →) |
| janvier 2010                             | En cours     | Denis Baldès  | DVG       | Maire de Blaye (2008 →)                                             |
| Les données manquantes sont à compléter. |              |               |           |                                                                     |

### Compétences

#### Compétences obligatoires
- Développement économique et touristique,
- Aménagement de l’espace.

#### Compétences optionnelles
- Politique du logement et le cadre de vie,
- Création ou aménagement et entretien de la voirie d’intérêt communautaire,
- Élimination et valorisation des déchets des ménages,
- Protection et mise en valeur de l’environnement,
- Construction, entretien et fonctionnement des équipements culturels et sportifs :
  - Gestion de l'école de musique, dont la fermeture prévue en juin 2022 fait l'objet de contestations[8]
- Action sociale exercée à travers son CIAS (Centre intercommunal d'action sociale).

#### Compétences facultatives
- Soutien au tissu associatif.

### Régime fiscal et budget
Le régime fiscal de la communauté d'agglomération est la fiscalité professionnelle unique (FPU).